# Gårdstjärnen (Offerdals socken, Jämtland, 706071-142507)
Gårdstjärnen är en sjö i Krokoms kommun i Jämtland och ingår i Indalsälvens huvudavrinningsområde.